# Longueville (Manche)
Longueville és un municipi francès situat al departament de la Manche i a la regió de Normandia. L'any 2007 tenia 601 habitants.

## Demografia

### Població
El 2007 la població de fet de Longueville era de 601 persones. Hi havia 234 famílies de les quals 48 eren unipersonals (24 homes vivint sols i 24 dones vivint soles), 99 parelles sense fills, 83 parelles amb fills i 4 famílies monoparentals amb fills.
La població ha evolucionat segons el següent gràfic:
Habitants censats

### Habitatges
El 2007 hi havia 296 habitatges, 242 eren l'habitatge principal de la família, 34 eren segones residències i 20 estaven desocupats. 295 eren cases i 1 era un apartament. Dels 242 habitatges principals, 214 estaven ocupats pels seus propietaris, 24 estaven llogats i ocupats pels llogaters i 4 estaven cedits a títol gratuït; 1 tenia una cambra, 7 en tenien dues, 19 en tenien tres, 41 en tenien quatre i 174 en tenien cinc o més. 219 habitatges disposaven pel capbaix d'una plaça de pàrquing. A 105 habitatges hi havia un automòbil i a 129 n'hi havia dos o més.

### Piràmide de població
La piràmide de població per edats i sexe el 2009 era:
| Homes | Edats   | Dones |
| ----- | ------- | ----- |
| 0     | 95 o +  | 0     |
| 0     | 90 a 94 | 0     |
| 0     | 85 a 89 | 0     |
| 0     | 80 a 84 | 8     |
| 16    | 75 a 79 | 12    |
| 20    | 70 a 74 | 12    |
| 4     | 65 a 69 | 20    |
| 20    | 60 a 64 | 20    |
| 16    | 55 a 59 | 12    |
| 20    | 50 a 54 | 24    |
| 16    | 45 a 49 | 20    |
| 12    | 40 a 44 | 12    |
| 16    | 35 a 39 | 20    |
| 20    | 30 a 34 | 20    |
| 24    | 25 a 29 | 12    |
| 12    | 20 a 24 | 0     |
| 28    | 15 a 19 | 20    |
| 8     | 10 a 14 | 8     |
| 28    | 5 a 9   | 16    |
| 16    | 0 a 4   | 8     |

## Economia
El 2007 la població en edat de treballar era de 376 persones, 244 eren actives i 132 eren inactives. De les 244 persones actives 225 estaven ocupades (123 homes i 102 dones) i 20 estaven aturades (8 homes i 12 dones). De les 132 persones inactives 67 estaven jubilades, 32 estaven estudiant i 33 estaven classificades com a «altres inactius».

### Ingressos
El 2009 a Longueville hi havia 252 unitats fiscals que integraven 660,5 persones, la mediana anual d'ingressos fiscals per persona era de 19.345 €.

### Activitats econòmiques
Dels 29 establiments que hi havia el 2007, 2 eren d'empreses extractives, 1 d'una empresa de fabricació de material elèctric, 2 d'empreses de fabricació d'elements pel transport, 1 d'una empresa de fabricació d'altres productes industrials, 5 d'empreses de construcció, 6 d'empreses de comerç i reparació d'automòbils, 1 d'una empresa de transport, 1 d'una empresa d'hostatgeria i restauració, 2 d'empreses financeres, 3 d'empreses immobiliàries, 3 d'empreses de serveis, 1 d'una entitat de l'administració pública i 1 d'una empresa classificada com a «altres activitats de serveis».
Dels 4 establiments de servei als particulars que hi havia el 2009, 1 era un paleta, 2 fusteries i 1 electricista.
Dels 2 establiments comercials que hi havia el 2009, 1 era una botiga de més de 120 m² i 1 una botiga de material de revestiment de parets i terra.
L'any 2000 a Longueville hi havia 24 explotacions agrícoles.

## Equipaments sanitaris i escolars
El 2009 hi havia una escola elemental integrada dins d'un grup escolar amb les comunes properes formant una escola dispersa.

## Poblacions més properes
El següent diagrama mostra les poblacions més properes.